# Artaise-le-Vivier
Artaise-le-Vivier ist eine französische Gemeinde mit 64 Einwohnern (Stand 1. Januar 2022) im Département Ardennes in der Region Grand Est (vor 2016 Champagne-Ardenne). Sie gehört zum Arrondissement Sedan und zum Kanton Vouziers. 

## Geographie
Artaise-le-Vivier liegt rund 24 Kilometer südsüdwestlich von Sedan. Umgeben wird Artaise-le-Vivier von den Nachbargemeinden Chémery-Chéhéry im Nordwesten und Norden, Maisoncelle-et-Villers im Nordosten und Osten, Stonne im Südosten, Tannay-le-Mont-Dieu im Süden sowie La Neuville-à-Maire im Westen.

## Bevölkerungsentwicklung
| Jahr                       | 1962 | 1968 | 1975 | 1982 | 1990 | 1999 | 2006 | 2019 |
| Einwohner                  | 87   | 85   | 72   | 68   | 49   | 55   | 61   | 65   |
| Quellen: Cassini und INSEE |      |      |      |      |      |      |      |      |

## Sehenswürdigkeiten

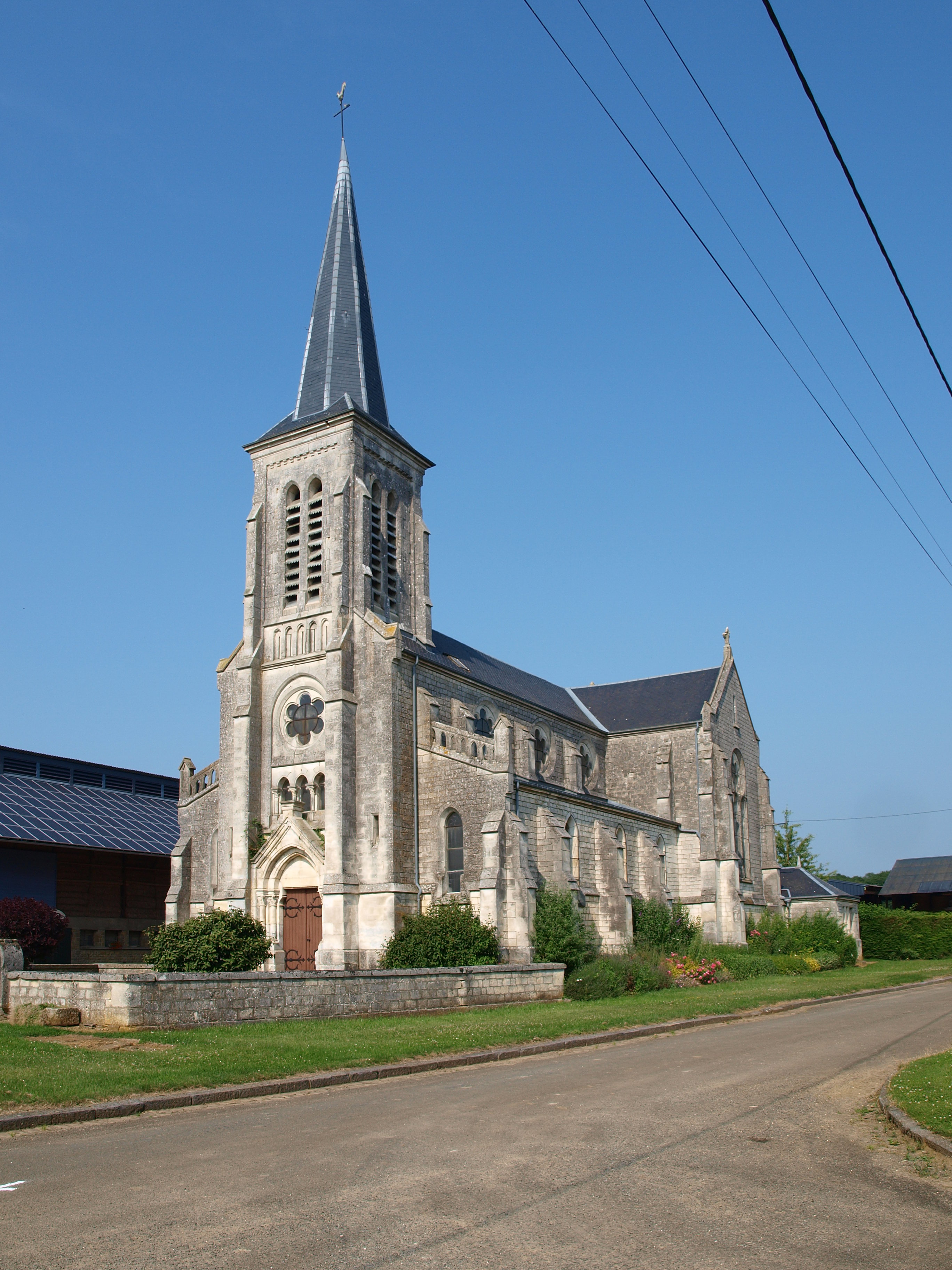
Kirche Saint-Georges

- Kirche Saint-Georges